# 2021년 런던 영화 비평가 협회상
제42회 런던 영화 비평가 협회상은 2022년 2월 6일에 열린 시상식이다.

## 수상 및 후보

### 작품상
- 파워 오브 도그 - 제인 캠피온 수상
- 벨파스트 - 케네스 브래너
- 드라이브 마이 카 - 하마구치 류스케
- 듄 - 드니 빌뇌브
- 리코리쉬 피자 - 폴 토마스 앤더슨
- 로스트 도터 - 매기 질렌할
- 메모리아 - 아피찻퐁 위라세타쿤
- 수베니어 파트 II - 조안나 호그
- 티탄 - 쥘리아 뒤쿠르노
- 웨스트 사이드 스토리 - 스티븐 스필버그

### 외국어영화상
- 드라이브 마이 카 - 하마구치 류스케 수상
- 신의 손 - 파올로 소렌티노
- 쁘띠 마망 - 셀린 시아마
- 티탄 - 쥘리아 뒤쿠르노
- 사랑할 땐 누구나 최악이 된다 - 요아킴 트리에

### 다큐멘터리 작품상
- 소울, 영혼, 그리고 여름 - 아미르 '퀘스트러브' 톰슨 수상
- 나의 집은 어디인가 - 요나스 포헤르 라스무센
- 군다 - 빅토르 코사코프스키
- 세상에서 가장 아름다운 소년 - 크리스티나 린드스트롬 외 1명
- 더 벨벳 언더그라운드 - 토드 헤인즈

### 감독상
- 파워 오브 도그 - 제인 캠피온 수상
- 드라이브 마이 카 - 하마구치 류스케
- 수베니어 파트 II - 조안나 호그
- 쁘띠 마망 - 셀린 시아마
- 듄 - 드니 빌뇌브

### 작가상
- 드라이브 마이 카 - 하마구치 류스케 외 1명 수상
- 리코리쉬 피자 - 폴 토마스 앤더슨
- 프렌치 디스패치 - 웨스 앤더슨
- 파워 오브 도그 - 제인 캠피온
- 로스트 도터 - 매기 질렌할

### 여우주연상
- 로스트 도터 - 올리비아 콜맨 수상
- 페러렐 마더스 - 페넬로페 크루즈
- 사랑할 땐 누구나 최악이 된다 - 레나테 레인스베
- 사랑 후의 두 여자 - 조안나 스캔런
- 스펜서 - 크리스틴 스튜어트

### 남우주연상
- 파워 오브 도그 - 베네딕트 컴버배치 수상
- 아네트 - 아담 드라이버
- 틱, 틱... 붐! - 앤드류 가필드
- 카드카운터 - 오스카 아이삭
- 유다 그리고 블랙 메시아 - 다니엘 칼루야

### 여우조연상
- 패싱 - 루스 네가 수상
- 로스트 도터 - 제시 버클리
- 웨스트 사이드 스토리 - 아리아나 데보스
- 파워 오브 도그 - 커스틴 던스트
- 웨스트 사이드 스토리 - 리타 모레노

### 남우조연상
- 파워 오브 도그 - 코디 스밋 맥피 수상
- 수베니어 파트 II - 리차드 아요아데
- 벨파스트 - 시아란 힌즈
- 파워 오브 도그 - 제시 플레먼스
- 프렌치 디스패치 - 제프리 라이트

### 영국여우주연상
- 프렌치 디스패치 - 틸다 스윈튼 수상
- 메모리아 - 틸다 스윈튼 수상
- 수베니어 파트 II - 틸다 스윈튼 수상
- 로스트 도터 - 제시 버클리
- 로스트 도터 - 올리비아 콜맨
- 마더링 선데이 - 올리비아 콜맨
- 고장난 론 - 올리비아 콜맨
- 미첼 가족과 기계 전쟁 - 올리비아 콜맨
- 루이스 웨인: 사랑을 그린 고양이 화가 - 올리비아 콜맨
- 패싱 - 루스 네가
- 폴리 스타이린: 나는 클리셰다 - 루스 네가
- 사랑 후의 두 여자 - 조안나 스캔런

### 영국남우주연상
- 틱, 틱... 붐! - 앤드류 가필드 수상
- 디 아이즈 오브 타미 페이 - 앤드류 가필드 수상
- 메인스트림 - 앤드류 가필드 수상
- 스파이더맨: 노 웨이 홈 - 앤드류 가필드 수상
- 인카운터 - 리즈 아메드
- 더 네스트 - 아딜 악타르
- 알리 앤드 에이바 - 아딜 악타르
- 루이스 웨인: 사랑을 그린 고양이 화가 - 아딜 악타르
- 에브리바디스 토킹 어바웃 제이미 - 아딜 악타르
- 파워 오브 도그 - 베네딕트 컴버배치
- 루이스 웨인: 사랑을 그린 고양이 화가 - 베네딕트 컴버배치
- 더 스파이 - 베네딕트 컴버배치
- 베놈 2: 렛 데어 비 카니지 - 스테판 그레이엄

### 영국필름메이커상
- 패싱 - 레베카 홀 수상
- 검열 - 프라노 배일리-본드
- 사랑 후의 두 여자 - 알림 칸
- 스윗하트 - 말리 모리슨
- 림보 - 벤 샤록

### 영국아역상
- 컴온 컴온 - Woody Norman 수상
- 에브리바디스 토킹 어바웃 제이미 - 맥스 하우드
- 벨파스트 - Jude Hill
- 코다 - 에밀리아 존스
- 노웨어 스페셜 - 다니엘 라몬트

### 영국단편영화상
- 플레이 잇 세이프 - 미치 칼리사 수상
- 디시즈드 앤 디소어덜리 - 앤드류 쾨팅
- 익스펜시브 쉿 - 아두라 오나실레
- 노우 더 그래스 - 소피 리트맨
- 프레셔스 헤어 & 뷰티 - 존 오건무이와이와

### 기술공헌상
- 듄 - 폴 램버트 외 3명 수상
- 나의 집은 어디인가 - Kenneth Ladekjaer
- 프렌치 디스패치 - 애덤 스톡하우젠
- 그린 나이트 - 앤드류 드로즈 팔레르모
- 인비저블 라이프 - 엘렌 루바르
- 마틴 에덴 - 파브리지오 페데리코 외 1명
- 007 노 타임 투 다이 - 올리비에 슈나이더
- 파워 오브 도그 - 조니 그린우드
- 웨스트 사이드 스토리 - Justin Peck

### 애튼보로우 상
- 수베니어 파트 II - 조안나 호그 수상
- 사랑 후의 두 여자 - 알림 칸
- 벨파스트 - 케네스 브래너
- 그린 나이트 - 데이빗 로워리
- 림보 - 정 바오루이